# Jazienica Ruska
Jazienica Ruska (od 1946 Jazienica, ukr. Ясениця) – dawna wieś na Ukrainie na obszarze dzisiejszego rejonu kamioneckiego w obwodzie lwowskim. Leżała na północny wschód od Kamionki Strumiłowej.
Dziedzicem majątku był hr. Karol Mier (zm. 1885). Pod koniec XIX wieku właścicielką majątku była jego żona hr. Helena Mierowa.
Za II Rzeczypospolitej do 1934 roku wieś stanowiła samodzielną gminę jednostkową w powiecie kamioneckim w woj. tarnopolskim. W związku z reformą scaleniową została 1 sierpnia 1934 roku włączona do nowo utworzonej wiejskiej gminy zbiorowej Kamionka Strumiłowa w tymże powiecie i województwie.
17 marca 1944 nacjonaliści ukraińscy z OUN-UPA zamordowali tutaj 17 Polaków.
Po wojnie wieś weszła w struktury administracyjne Związku Radzieckiego.